# Шиваджи
Шиваджи (19 февраля (1 марта) 1630 — 3 (13) апреля 1680) — маратхский военачальник, выступивший против империи Великих Моголов. К 1674 году на территории штата Махараштра и прилегающих землях создал независимое государство маратхов.

## Биография

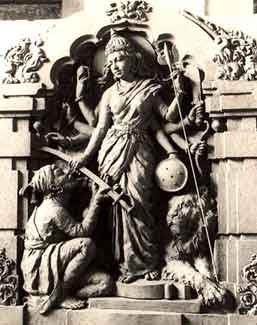
Богиня Бхавани дарит меч Шиваджи

Отец Шиваджи — крупный маратхский военачальник на службе у султанов Ахмаднагара и Биджапура.
В 1655 году Шиваджи объявил себя покровителем угнетённых индуистов и открыто выступил против государя Биджапура. Направленное против него 20-тысячное войско он заманил в непроходимые джунгли Западных Гхат, где их предводитель был хитростью умерщвлён во время встречи с Шиваджи. В 1661 году биджапурский султан признал отпадение от его государства северных областей, населённых маратхами.
По образцу европейцев Шиваджи осознавал важность выхода к морю, для чего вступил в конфликт с Великими Моголами и разграбил их самый важный порт, Сурат (1664 год). Поход против Шиваджи 20-тысячной могольской армии закончился катастрофой: предводитель похода Шаиста-хан лишился пальцев рук, а его сын погиб. Разъярённый император Аурангзеб снарядил в Махараштру 100-тысячную армию во главе с непобедимым раджпутским раджой Джай Сингхом. Шиваджи был вынужден признать своё поражение и по Пурандарскому договору 1665 года вместе с сыном был поселён под домашним арестом при дворе Великих Моголов в Агре.
В 1666 году сторонники Шиваджи вынесли его и сына в корзинах из-под фруктов и переправили их в родные края.
В 1670 году Шиваджи возобновил войну с Моголами и за четыре года вернул все свои прежние завоевания. 6 (16) июня 1674 года коронован в Райгаде в качестве маратхского императора. По настоянию священника осенью того же года провели повторную церемонию.
Его последние годы были омрачены конфликтом с сыном.
Деятельность Шиваджи вскрыла слабость империи Великих Моголов и подготовила её падение.
В 1973 году на праздновании 300-летия его коронации индийский премьер Индира Ганди назвала Шиваджи национальным героем.